# Joseph Léopold Sigisbert Hugo
Joseph Léopold Sigisbert Hugo (Nancy, 15 de novembro de 1773 - 29 de janeiro de 1828) foi um general do Primeiro Império Francês. Foi o pai de Victor Hugo.